# William Story

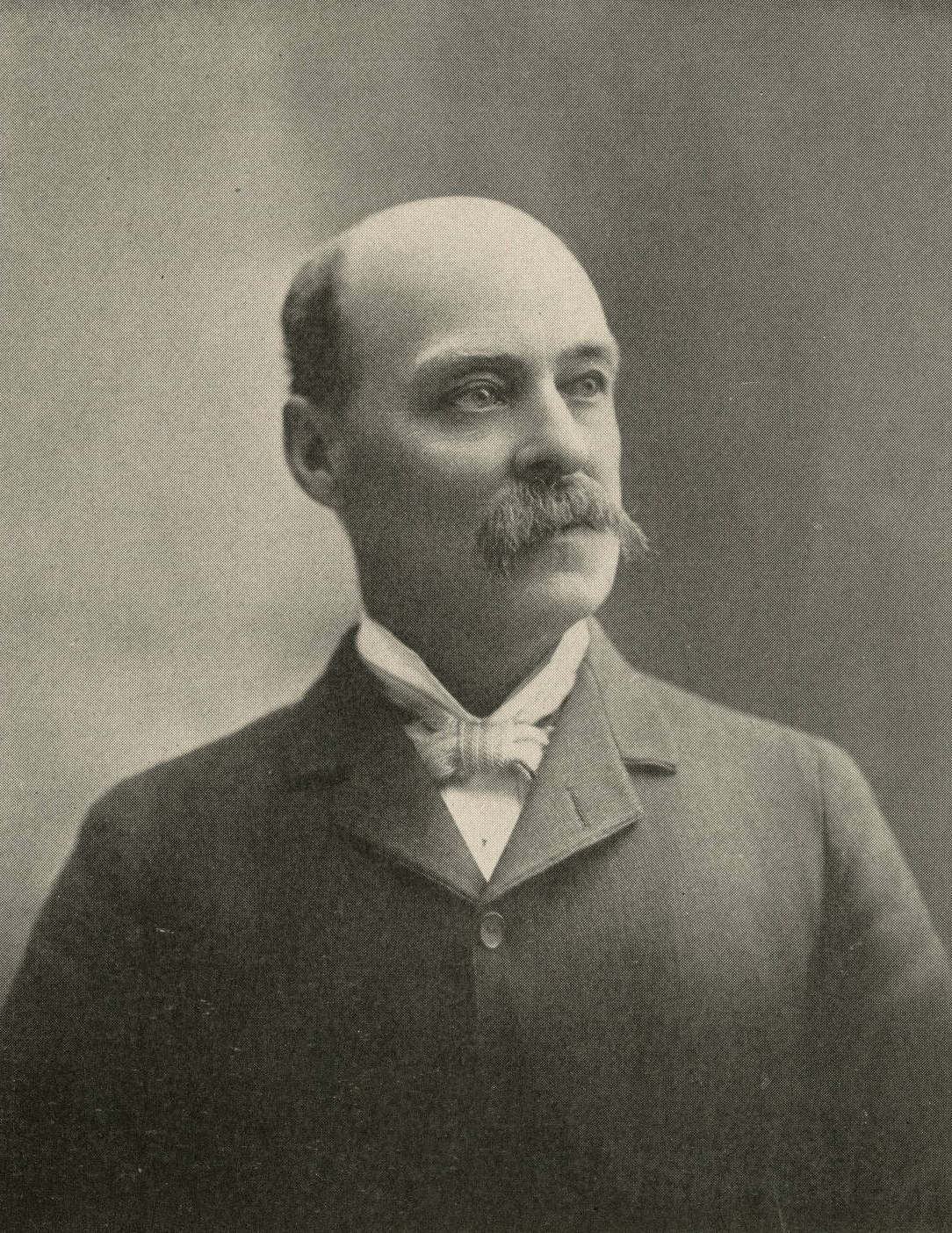
William Story

William Story (* 4. April 1843 im Waukesha County, Wisconsin; † 20. Juni 1921 in Los Angeles, Kalifornien) war ein US-amerikanischer Jurist und Politiker. Zwischen 1891 und 1893 war er Vizegouverneur des Bundesstaates Colorado; zuvor fungierte er als Bundesrichter.

## Werdegang
Im Jahr 1864 absolvierte William Story die University of Michigan, an der er Jura studierte. Während der Endphase des Bürgerkrieges diente er in den Jahren 1864 und 1865 in einer Infanterieeinheit aus Wisconsin. Anschließend praktizierte er bis 1866 in Milwaukee als Rechtsanwalt. Danach verlegte er seine Kanzlei nach Fayetteville in Arkansas. Von 1867 bis 1871 war er Richter im zweiten Gerichtsbezirk dieses Staates. Im Jahr 1869 war er auch für einige Zeit Richter am dortigen Supreme Court. Von 1871 bis 1874 war Story Richter am Bundesbezirksgericht für den westlichen Distrikt von Arkansas. Von diesem Posten trat er am 17. Juni 1874 zurück, nachdem Korruptionsvorwürfe gegen ihn laut geworden waren. Anschließend zog er nach Denver und dann nach Ouray in Colorado, wo er als erfolgreicher Anwalt praktizierte. Außerdem war er im Bankengewerbe, Bergbau und im Eisenbahngeschäft sowie im Straßenbau tätig.
Politisch war Story Mitglied der Republikanischen Partei. Im Jahr 1890 wurde er an der Seite von John Long Routt zum Vizegouverneur von Colorado gewählt. Dieses Amt bekleidete er zwischen 1891 und 1893. Dabei war er Stellvertreter des Gouverneurs und Vorsitzender des Staatssenats. Im Jahr 1913 verlegte er seine Anwaltskanzlei nach Salt Lake City in Utah. Später zog er nach Los Angeles, wo er am 20. Juni 1921 verstarb.

## Trivia
William Story wird im Lucky-Luke-Band 69 Belle Starr persifliert. Er wird dort so korrupt dargestellt, dass er ganz offen mit Gangstern über Kautionssummen verhandelt und das Geld dann in die eigene Tasche steckt.